# スピードスター (TRIPLANEの曲)
「スピードスター」は、TRIPLANEのメジャー・デビューシングル。2004年10月13日に tearbridge recordsから発売された。

## 収録曲
全作詞・作曲：江畑兵衛　全編曲：TRIPLANE
1. スピードスター（4:36）[1]
※HTB北海道テレビ2004年高校野球テーマ曲
2. 風（4:26）[1]
※テレビ東京『快適!住まいるナビ』EDテーマ
3. セーター（4:45）[1]